# Vellerot-lès-Vercel
Vellerot-lès-Vercel – miejscowość i gmina we Francji, w regionie Burgundia-Franche-Comté, w departamencie Doubs.
Według danych na rok 1990 gminę zamieszkiwały 62 osoby, a gęstość zaludnienia wynosiła 14 osób/km² (wśród 1786 gmin Franche-Comté Vellerot-lès-Vercel plasuje się na 681. miejscu pod względem liczby ludności, natomiast pod względem powierzchni na miejscu 848.).